# Yutz
Yutz (Duits: Jeutz) is een gemeente in het Franse departement Moselle (regio Grand Est). De plaats maakt deel uit van het arrondissement Thionville, en is kantonhoofdplaats. De gemeente telde 17.497 inwoners op 1 januari 2022.

## Geschiedenis
De gemeente is ontstaan op 1 januari 1971 door de fusie van Basse-Yutz en Haute-Yutz. Op het grondgebied van de gemeente stonden van oudsher drie dorpen: Macquenom, Basse-Yutz en Haute-Yutz. Al in de 18e eeuw groeiden de dorpen van Macquenom en Basse-Yutz samen. Toen werd ook een kanaal gegraven evenwijdig aan de Moezel. Aan de oostkant van dat kanaal, nabij Haute-Yutz kwam een vestingwerk om de stad Thionville te beschermen (double couronné de Thionville). In 1815 werd overgegaan tot de volledige afbraak van het dorp Haute-Yutz omdat dit te dicht tegen het vestingwerk lag. Enkel een stenen kruis herinnert aan het oude dorp van Haute-Yutz. Het dorp werd langsheen de Moezel heropgebouwd.
Er kwamen een atelier van de SNCF en wijken met arbeiderswoningen. Hierdoor groeiden Basse-Yutz en Haute-Yutz naar elkaar toe. Er kwam ook een vliegveld, dat intussen verdwenen is en op de plaats daarvan zijn nieuwbouwwijken gebouwd.

## Geografie
De oppervlakte van Yutz bedroeg op 1 januari 2022 13,97 vierkante kilometer; de bevolkingsdichtheid was toen 1.252,5 inwoners per km².
De gemeente ligt in een bocht van de Moezel ten oosten van Thionville, waarmee het een stedelijke agglomeratie vormt. De westgrens van de gemeente wordt gevormd door de Moezel, behalve ter hoogte van het oude vestingwerk dat op het grondgebied van Thionville ligt.
De autosnelweg A31 loopt door de gemeente.
De onderstaande kaart toont de ligging van Yutz met de belangrijkste infrastructuur en aangrenzende gemeenten.

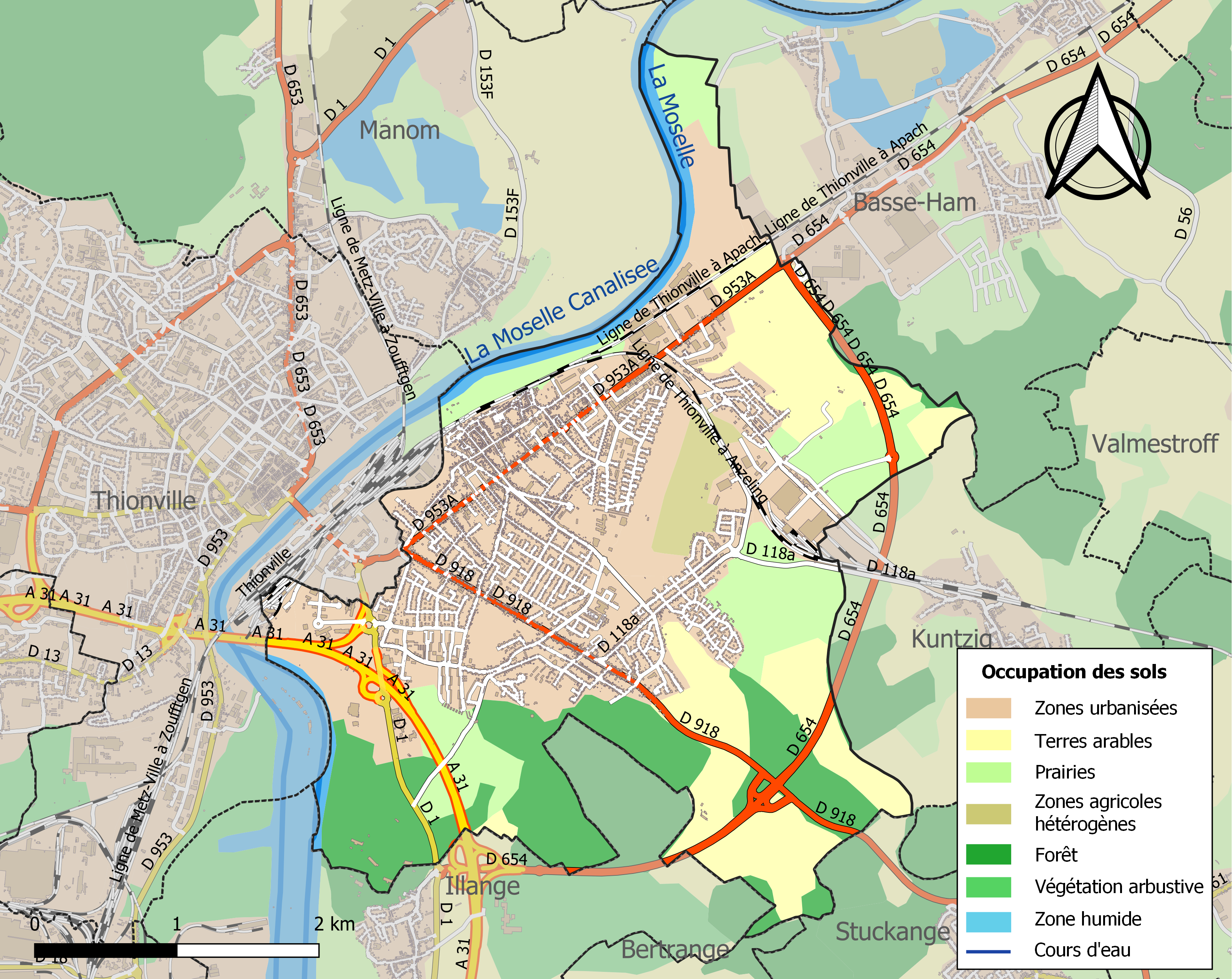

## Demografie
Onderstaande figuur toont het verloop van het inwonertal (bron: INSEE-tellingen).